# Nguyễn Văn Lém
Nguyễn Văn Lém (1931 o 1932 – Saigon, 1º febbraio 1968) è stato un attivista vietnamita, membro del Fronte di Liberazione Nazionale, sommariamente giustiziato a Saigon dal capo della Polizia Nazionale della Repubblica del Vietnam Nguyễn Ngọc Loan durante l'offensiva del Têt, di fronte ad un cameraman dell'NBC e ad un fotografo dell'Associated Press, Eddie Adams, il 1º febbraio del 1968. Il vietcong in questione era stato arrestato in quanto sospettato di aver partecipato all'uccisione della famiglia di un ufficiale sud vietnamita. Nella stessa azione la sua unità, della quale Van Lem era l'ufficiale superiore, aveva inoltre sommariamente fucilato altri 31 civili.